# Cappella di Santa Maria delle Nevi
La cappella di Santa Maria delle Nevi era un edificio religioso che si trovava a Grosseto.
La sua posizione era all'esterno delle mura di Grosseto, poco fuori Porta Vecchia, e fu demolita nella seconda metà del XVI secolo durante i lavori di completamento delle mura medicee.

## Storia
Di probabili origini tardo-medievali, la piccola chiesa si trovava all'esterno del tratto meridionale dell'antica cinta muraria medievale. La sua esistenza è ancora documentata nel 1576 in un documento in lingua latina dell'Archivio segreto vaticano. L'abbattimento della cappella avvenne pertanto tra il 1576 e il 1593, anno in cui terminò ufficialmente l'opera di ricostruzione delle fortificazioni grossetane voluta dai Medici.
La sua demolizione si rese necessaria per ampliare la cortina muraria nel tratto compreso tra Porta Vecchia, presso la quale si trovava, e il bastione Maiano. Per compensare la perdita dell'edificio religioso, venne eretta nel 1605 la cappella di Santa Barbara a Porta Vecchia, sul lato interno delle mura.